# Église Saint-Remi de Coulommes-la-Montagne
Pour les articles homonymes, voir Église Saint-Rémi et Saint-Rémi.
L'église de Coulommes-la-Montagne  se trouve être dédiée à Remi de Reims et est en Champagne-Ardenne.

## Présentation

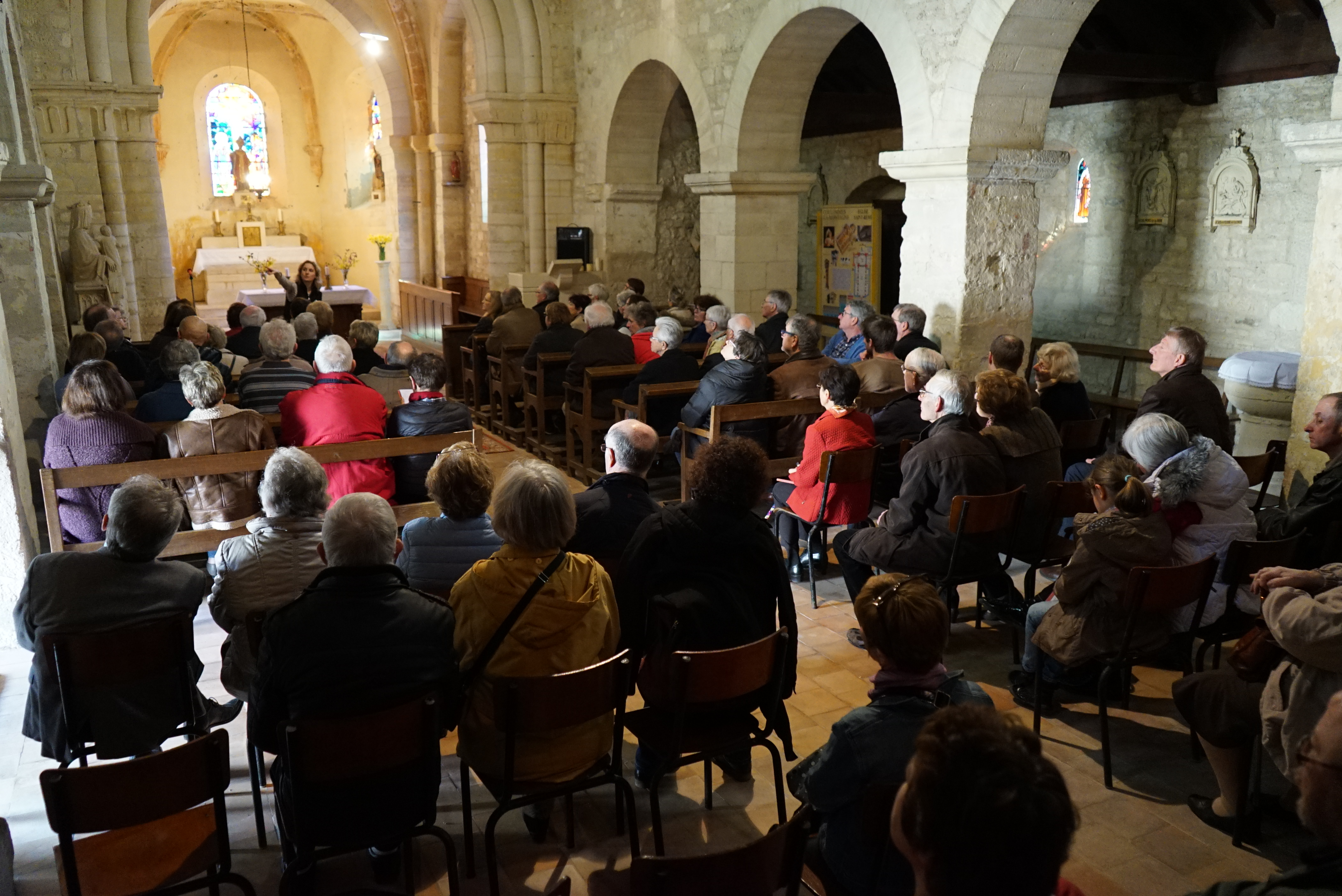
La nef lors d'une visite commentée par le parc régional.

L'église Saint-Remi est d'architecture romane et date du XIIe siècle. Son clocher tour surplombe la croisée de transepts. La tour, le porche et les piliers sont des vestiges de l'église du XIIe siècle. Elle est classée monument historique depuis 1920, l'année suivant son bombardement.

## Mobilier
Elle a d'intéressants chapiteaux, de nombreuses traces de polychromie. Marie assise avec l'enfant Jésus sur ses genoux et représentative de l'art champenois du XIVe siècle. Une Marie en gloire sur un croissant de lune. Une statue de Michel terrassant le dragon. Mais aussi un morceau de verrière de 1558.

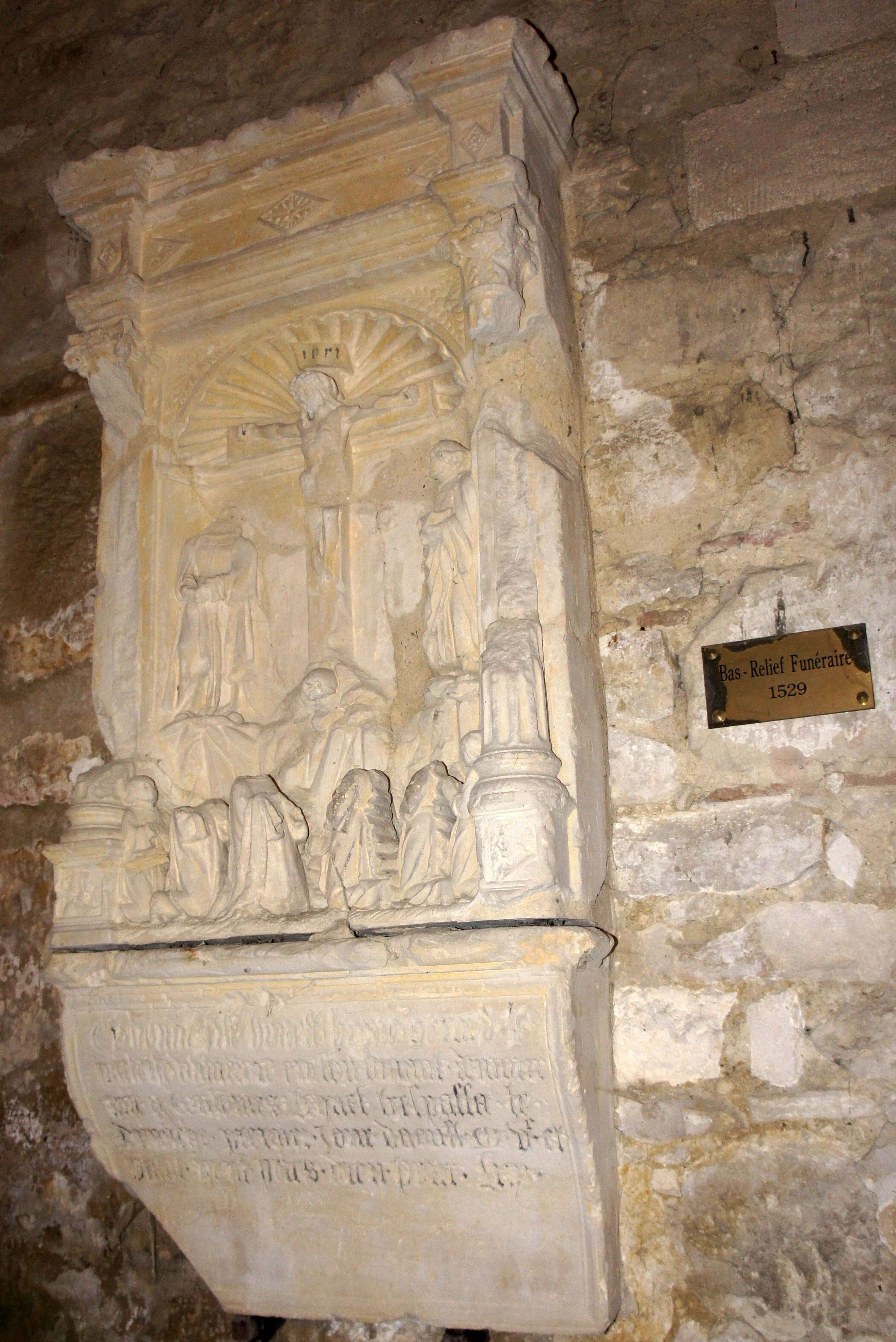
Bas relief funéraire de 1529.

## Cimetière
L'église est encore entourée par son cimetière où se trouvent, entre autres, des tombes de la famille du Pin de la Guérivière qui ont encore leur banc aux armoiries en l'église. 

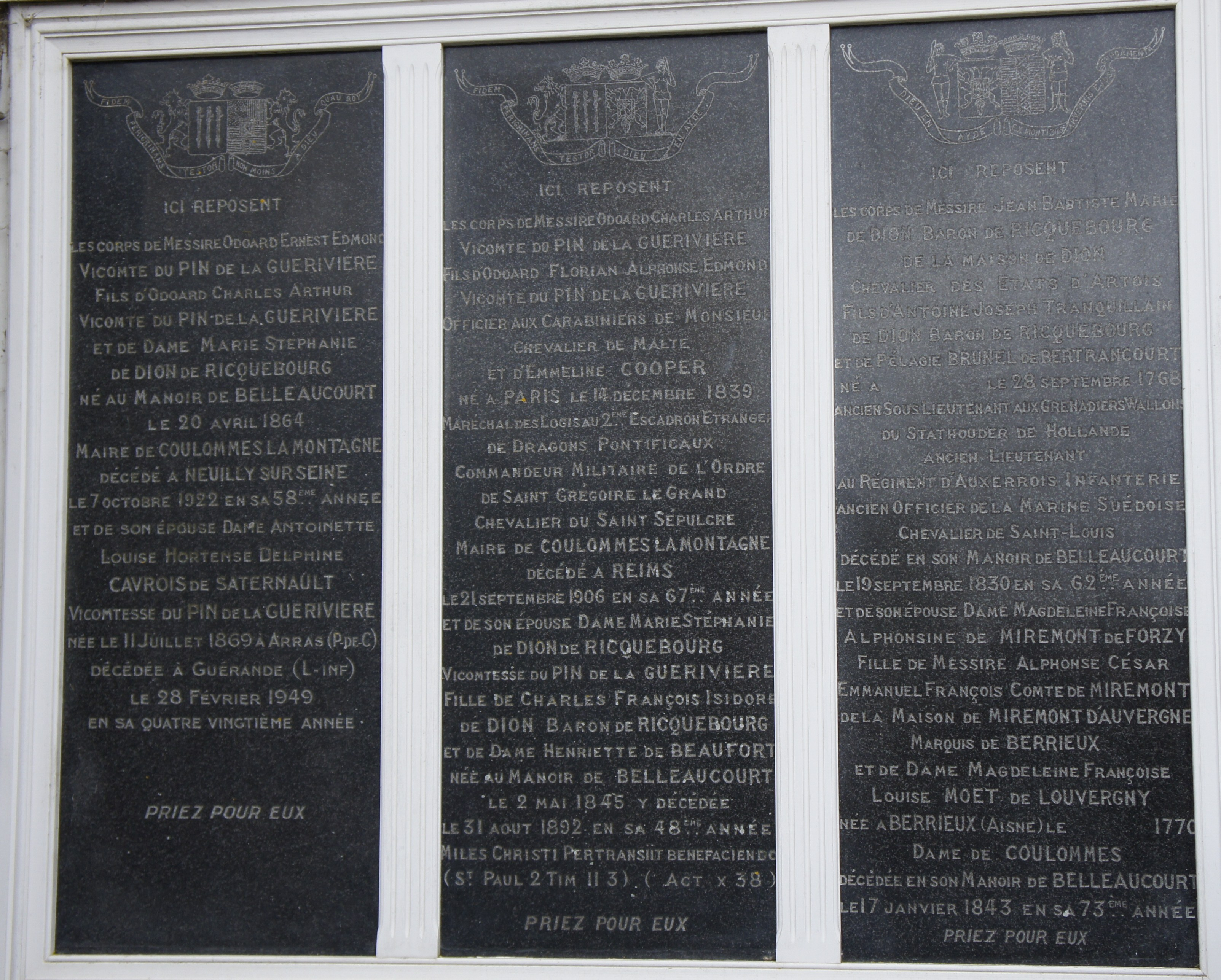
Trois plaques sur le mur nord.

## Galerie d'images

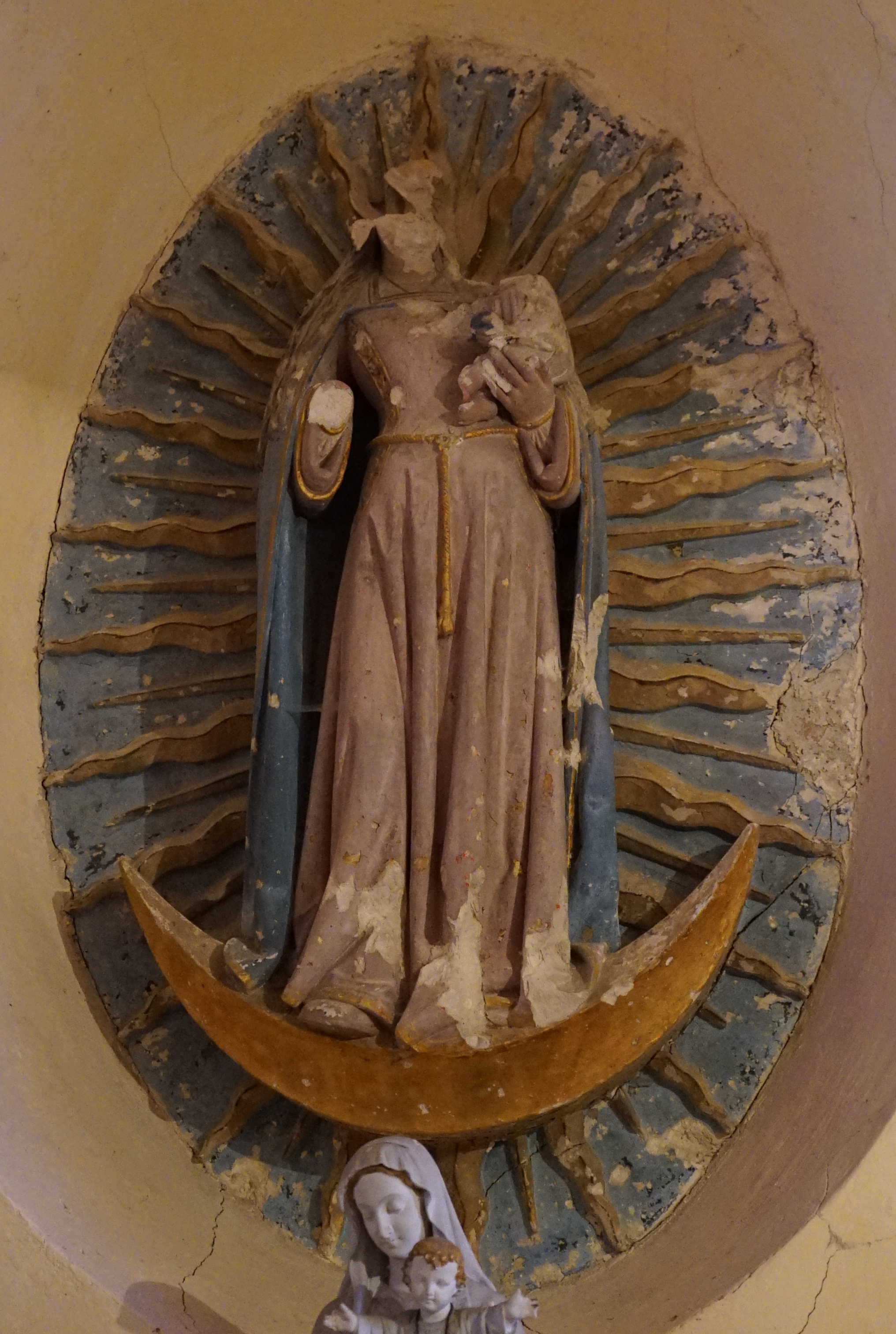
Marie en gloire,
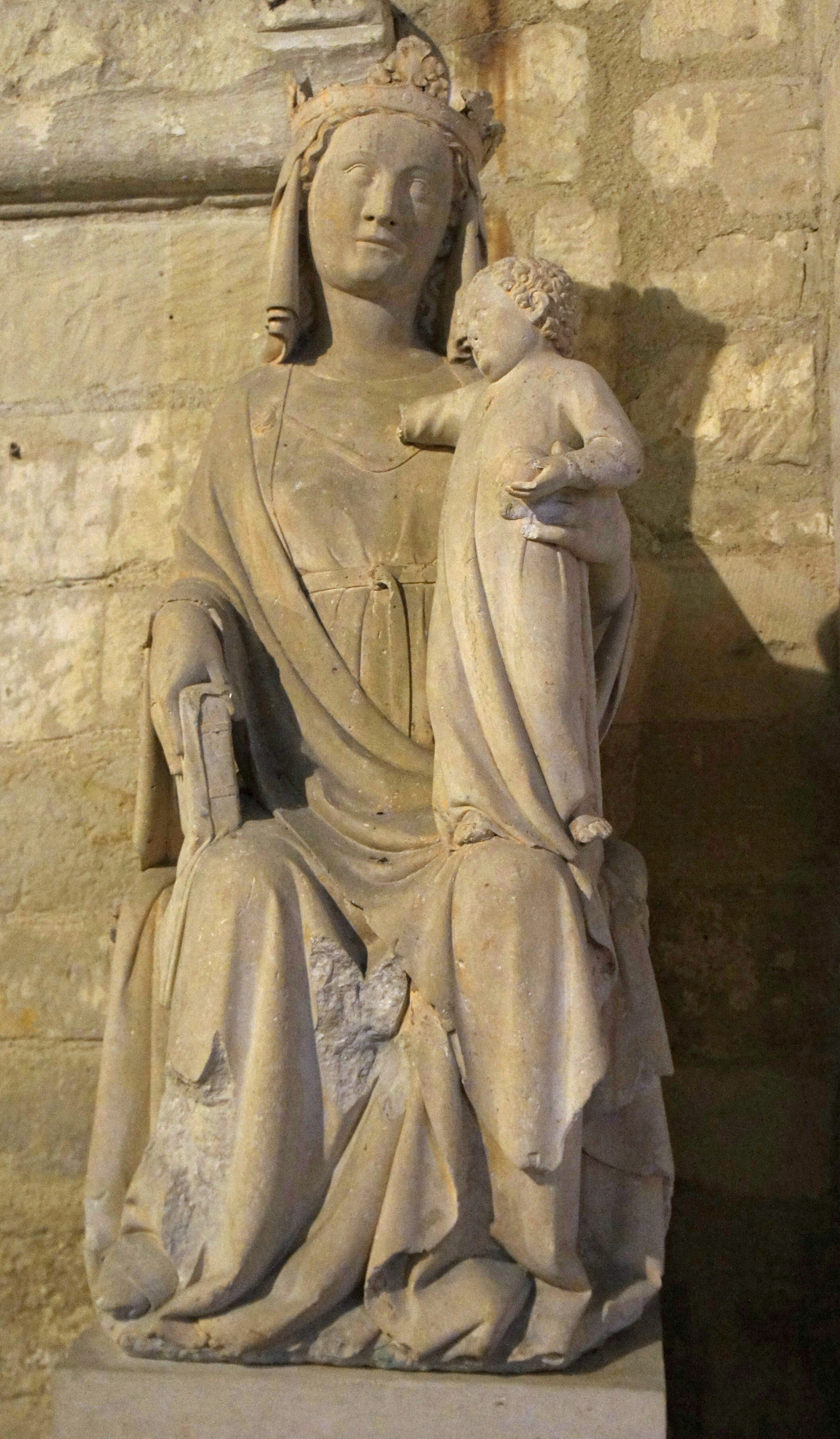
du XVIe, classée,
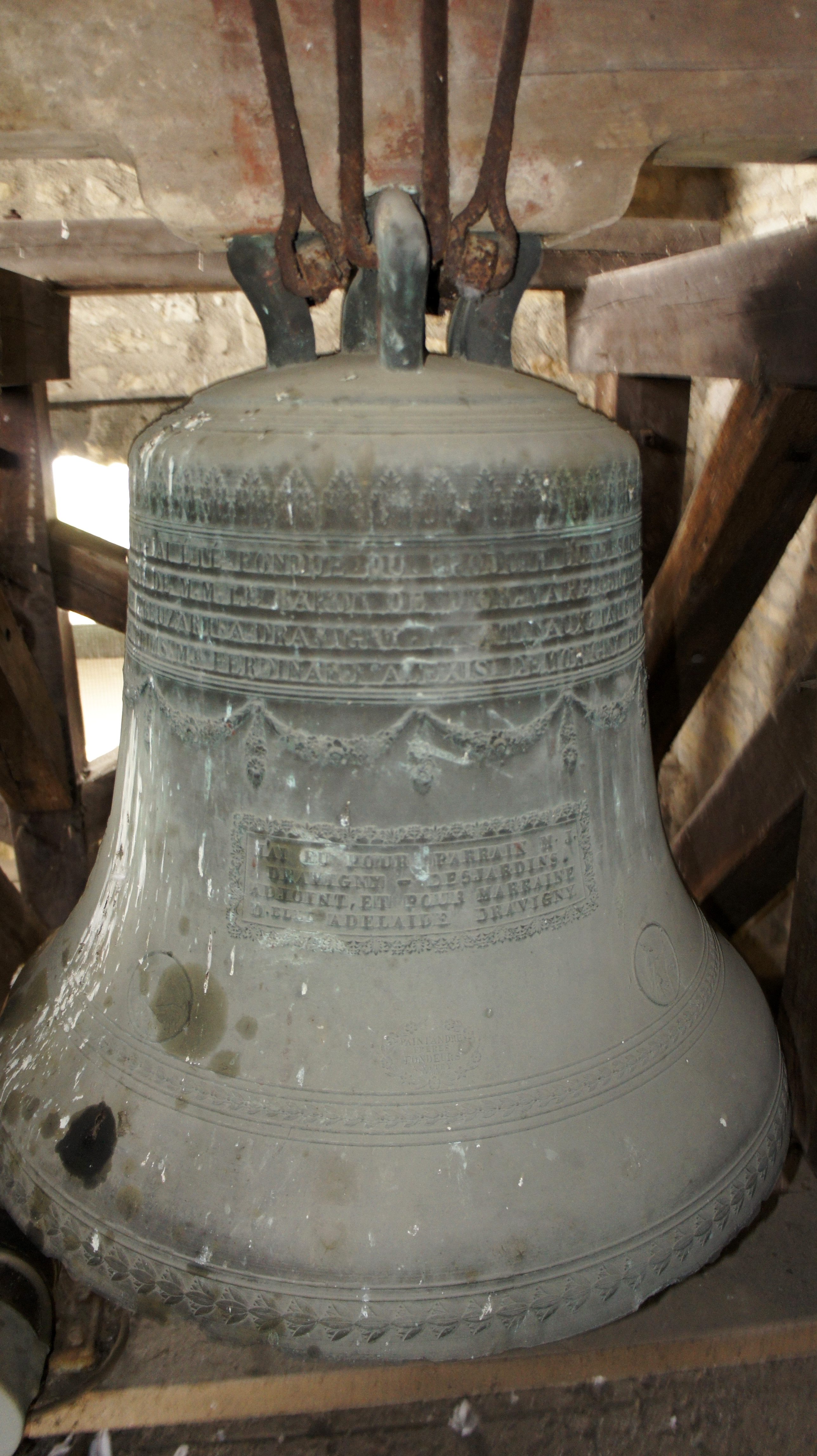
cloche,
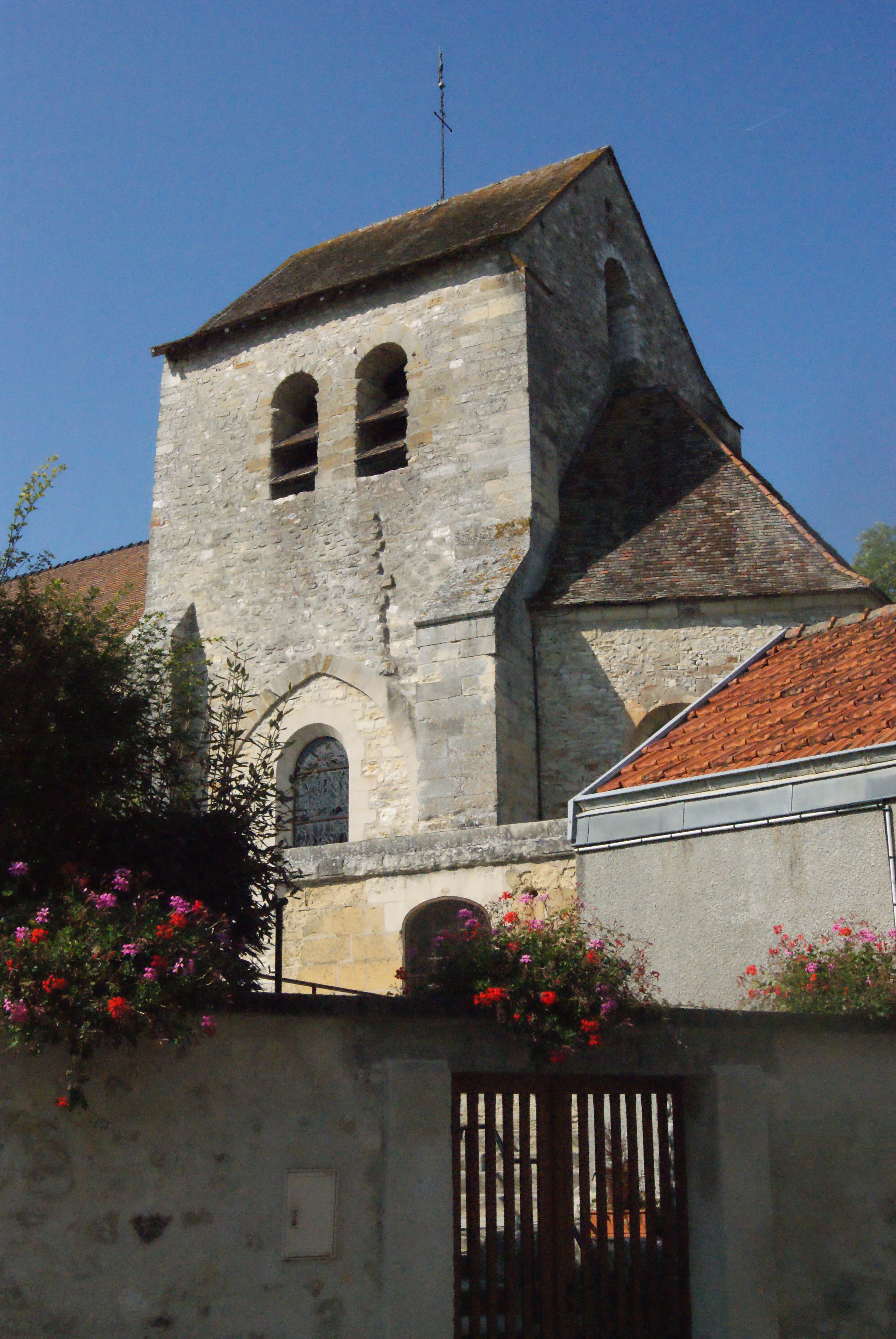
chevet à trois pans
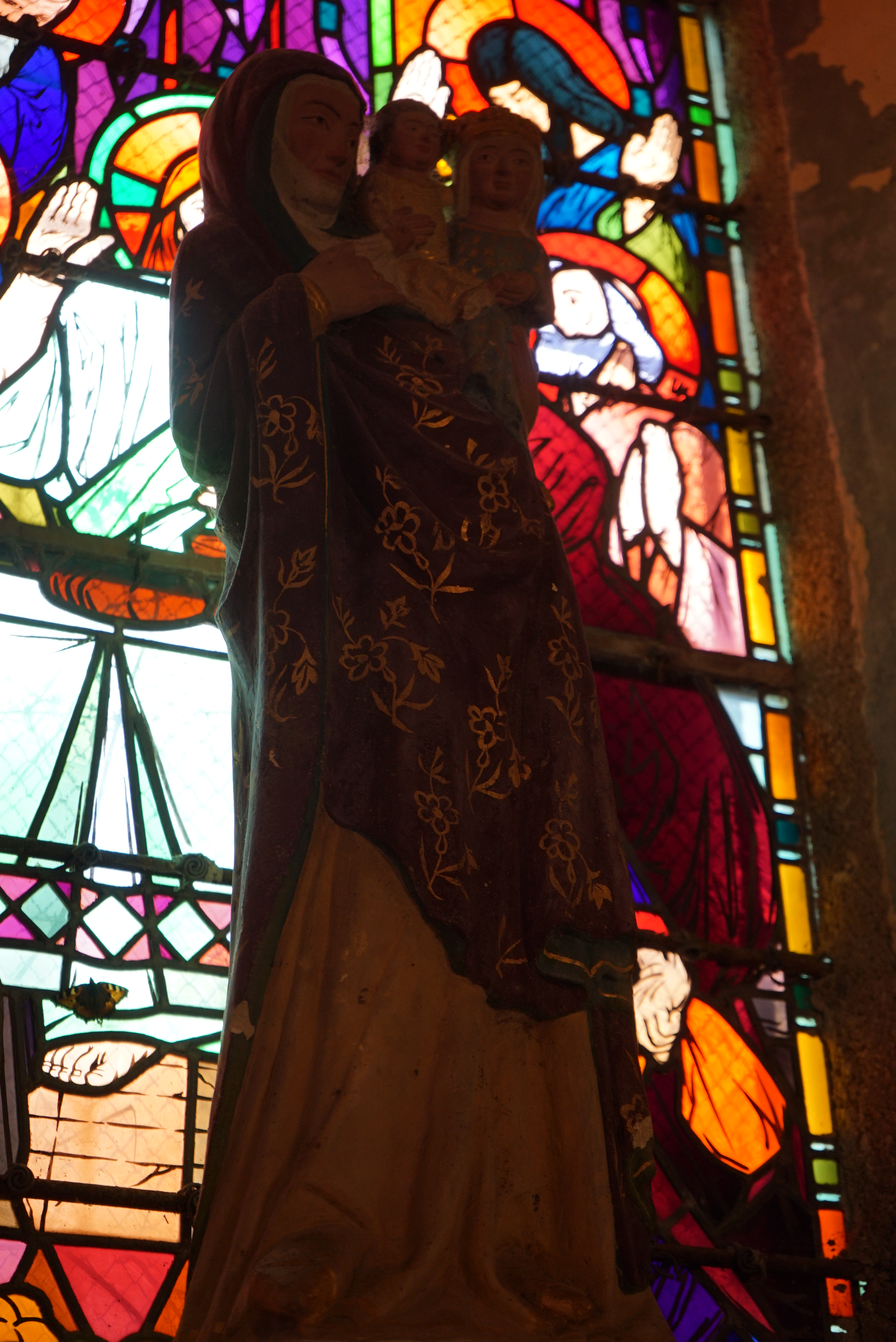
Anne portant Marie et Jésus,
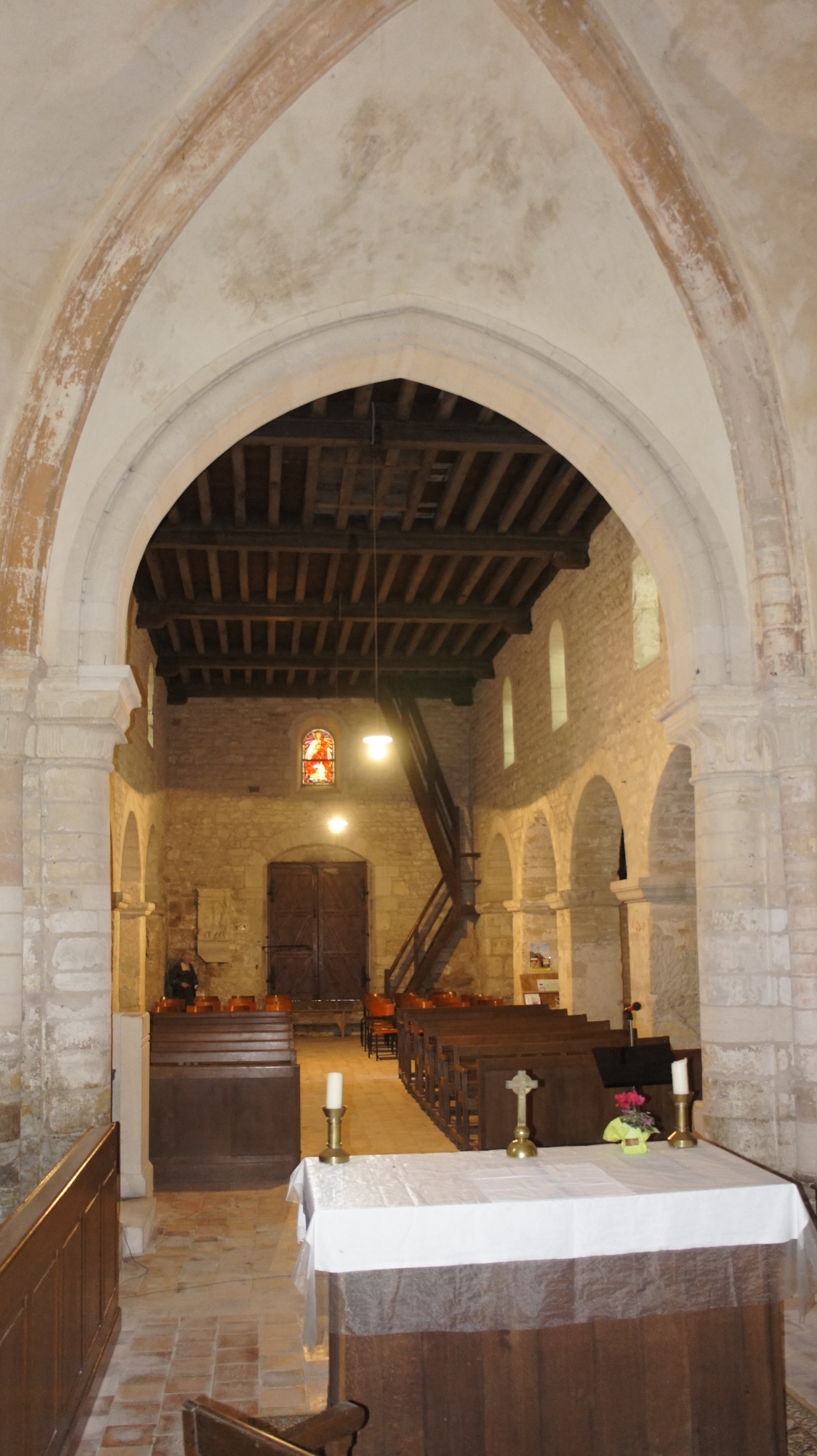
et la nef.

### Autres sites
- Site de la commune.